# Peter Barsocchini
Peter Barsocchini (1952 à San Francisco) est un scénariste américain. Il est surtout connu pour avoir écrit le scénario de la trilogie de Disney Channel, High School Musical et sa suite High School Musical 3.

## Filmographie
- 1972 : The Merv Griffin Show (série télévisée)
- 1986 : Dance Fever (série télévisée)
- 1994 : Drop Zone de John Badham
- 1995 : Shadow-Ops (TV)
- 2006 : High School Musical (TV)
- 2007 : High School Musical 2 (TV)
- 2008 : Lock and Roll Forever
- 2008 : High School Musical 3 : Nos années lycée
- 2010 : Summer Camp (TV)
- 2016 : La Passion (TV)